# Tomasz Ritter
Tomasz Ritter (ur. 21 stycznia 1995 w Lublinie) – polski pianista; zwycięzca I Międzynarodowego Konkursu Chopinowskiego na Instrumentach Historycznych (2018).

## Życiorys
Od 2002 uczył się w Ogólnokształcącej Szkole Muzycznej im. Karola Lipińskiego w Lublinie u Bożeny Bechty-Krzemińskiej, a następnie od 2008 w Zespole Państwowych Szkół Muzycznych nr 4 im. Karola Szymanowskiego w Warszawie pod kierunkiem Iriny Rumiancewej-Dabrowski. W 2014 rozpoczął studia w Konserwatorium Moskiewskim w klasach Michaiła Woskriesienskiego (fortepian), Aleksieja Lubimowa (fortepian i fortepian historyczny), Marii Uspienskiej (klawesyn) i Aleksieja Szewczenki (klawesyn). Od października 2019 roku kontynuuje studia podyplomowe w Hochschule für Musik und Theater w Hamburgu w klasie Huberta Rutkowskiego. 
Był stypendystą Krajowego Funduszu na rzecz Dzieci, Ministra Kultury i Dziedzictwa Narodowego (kilkakrotnie) i beneficjentem stypendium artystycznego im. Franciszka Wybrańczyka Fundacji Sinfonia Varsovia (2013). Uczestniczył w kursach mistrzowskich m.in. u Wiktora Mierżanowa, Tatjany Szebanowej, Avedisa Kouyoumdjiana, Iana Hobsona i Pawła Giliłowa. Doskonalił się w grze na instrumentach historycznych na kursach prowadzonych przez Johannesa Sonnleitnera, Aleksieja Lubimowa, Malcolma Bilsona, Andreasa Staiera i Tobiasa Kocha, a także współpracując z budowniczym fortepianów Petrem Šeflem. 
Jest laureatem wielu międzynarodowych konkursów muzycznych, m.in. w Koninie (2006), Gorzowie Wielkopolskim (2006), San Sebastián (2008), Enschede (2010), Pradze (2010) i Kielcach (2011). W 2011 wygrał Międzynarodowy Konkurs Młodych Pianistów Arthur Rubinstein in memoriam. W 2018 został zwycięzcą I Międzynarodowego Konkursu Chopinowskiego na Instrumentach Historycznych.
W trakcie kariery koncertował w wielu krajach europejskich oraz w Japonii, USA i Kanadzie. Występował na wielu festiwalach w Polsce (m.in. Rubinstein Piano Festival), a także w Czechach i Belgii. W 2014 nagrał dla Polskich Nagrań „Muza” płytę z utworami Bacha, Beethovena, Szymanowskiego i Ginastery. W 2019 Narodowy Instytut Fryderyka Chopina wydał płytę z nagraniami Tomasza Rittera na żywo z I Międzynarodowego Konkursu Chopinowskiego na Instrumentach Historycznych. W 2023 wyszła kolejna płyta Rittera, również wydana przez NIFC.

## Rodzina
Syn Cezarego (filozof) i Mirosławy (teolog). Ma dwie siostry: Edytę i Teresę. Żonaty z Zuzanną.